# Paco Sedano
Francisco Sedano Antolín (Madrid, España, 2 de diciembre de 1979), conocido como Paco Sedano, es un exportero español de fútbol sala y primer capitán del F. C. Barcelona de Primera División de la LNFS.
Está considerado uno de los tres mejores porteros de Móstoles junto a David Cobeño, Iker Casillas y  Eduardo González.Su hermano Kikillo también jugó al fútbol sala como ala–cierre del Massey Ferguson Valdepeñas en Segunda División, con él coincidió varias temporadas en el histórico equipo del Móstoles F.S. que ascendió a División de Honor.

## Biografía
Jugador de fútbol sala criado en Móstoles. Jugó en la Liga Municipal de esta ciudad durante algunos años y prosiguió su trayectoria en División de Honor de juveniles en Madrid y en el Autos García de Coslada para finalmente recalar en el equipo de su ciudad, el Móstoles F.S. club con el que jugó siete temporadas. Tras la campaña 2006/2007, fichó por el F. C. Barcelona Mobicat como parte del ambicioso proyecto de situar a este equipo, a corto plazo, como uno de los mejores de la División de Honor. Es el único jugador madrileño en ganar la Copa Comunidad de Madrid y la Copa Cataluña.
En 2013 inauguró su escuela de porteros, con sedes en Madrid y Barcelona.
El 10 de enero de 2018 fue elegido en Futsal Awards como mejor portero del mundo del año 2017. El 13 de junio anunció su retirada como portero profesional. El 19 de junio jugó su último partido como profesional en el quinto partido de la final de los play-offs por la Liga ante el Inter Movistar, donde el club madrileño se impuso en los penaltis.
Actualmente es el secretario del Comité Nacional de Fútbol Sala de la Real Federación Española de Fútbol, cargo que compagina compitiendo como pívot en Primera División de la Liga Municipal de Móstoles (Gesfive Futsal) y como delantero en la Liga As (EIU University).

## Trayectoria
- 1998/1999 - Autos García Coslada
- 1999/2007 - Móstoles F.S.
- 2007/2018 - F.C. Barcelona

## Palmarés
- 50 veces internacional
- Internacional Sub-21, Sub-23 y Universitario
- Mejor portero mundial universitario (Hungría 2002)
- 1 Campeonato del Mundo (China-Taipéi 2004)
- 2  Campeonatos de Europa  (2005, 2016)
- 1 Campeonato de Liga División de Plata (1999 / 2000)
- 1 Ascenso a División de Plata (1996)
- 1 Ascenso a División de Honor (2000)
- 1 Copa Comunidad de Madrid (2004)
- Mejor Jugador Copa Comunidad de Madrid (2004)
- 3 Copas de España  (2011, 2012, 2013)
- 5 Copas del Rey de Fútbol Sala  (2011, 2012, 2013, 2014, 2018)
- 3 Ligas Nacionales de Fútbol Sala  (2011, 2012, 2013)
- 1 Supercopa de España  (2013)
- 2 Copas de la UEFA  (2012, 2014)
- Mejor portero de la Liga (2012 / 2013) (2013 / 2014) (2015 / 2016) (2016 /  2017)
- Futsal Awards Mejor portero del Mundo (2017)